# Nitrure d'indium
Pour les articles homonymes, voir INN.
Le nitrure d'indium (InN) est un semi-conducteur III-V constitué d'azote (N) et d'indium (In).

## Propriétés
Le nitrure d'indium existe sous deux formes cristallines:
- la forme α, stable qui a une structure cristalline de type wurtzite (hexagonale compacte) ;
- la forme β, métastable qui a une structure cristalline de type blende (cfc).

Seule la forme α a pour l'instant été étudiée en détail, même si on sait que la forme β est aussi semi-conductrice, avec un gap direct.

### Structure de bandes
Après plusieurs années de controverse, la structure de bande du nitrure d'indium est maintenant bien établie. En particulier, l'obtention par épitaxie à jet moléculaire de cristaux de grande pureté a permis la mesure avec une grande précision des paramètres de bandes au voisinage du gap fondamental : InN est un semi-conducteur à gap direct, d'une valeur de 0,67 eV à 300 K pour un dopage résiduel aux alentours de 1017 cm-3[Information douteuse]. La masse effective des électrons a été mesurée grâce à l'étude des oscillations quantiques de Shubnikov-de Haas et l'observation d'oscillations de la magnéto-absorption et vaut 0,055 m0,. La bande de conduction est par ailleurs fortement non-parabolique.

### Conductivité
Des études ont révélé que le nitrure d'indium avait une conductivité électrique élevée par rapport aux autres semi-conducteurs de même type. Deux hypothèses ont été émises pour expliquer cette conductivité : une oxydation ou un phénomène de courbures de bandes, chaque hypothèse ayant pour conséquence une accumulation d'électrons en surface. Pour le moment, la piste de la courbure de bande est de loin la plus probable. En 2001, W. Waluckiewicz a introduit un modèle faisant appel à l'énergie de stabilisation de Fermi qui relie les défauts de surface au phénomène d'ancrage (pinning) du niveau d'énergie de Fermi à la surface du semi-conducteur.

## Production
Le nitrure d'indium est produit par épitaxie par jets moléculaires (MBE), mais plusieurs problèmes se présentent lors de sa croissance on rencontre de nombreuses difficultés de croissance,,,, :
- le manque de substrats possédant un faible désaccord de maille
- une basse température de dissociation de l'InN
- une haute pression de vapeur d'azote en présence d'InN

## Alliages ternaires
Il est possible de combiner le nitrure d'indium avec le nitrure de gallium GaN, pour obtenir un composé ternaire, le nitrure de gallium-indium (InxGa1-xN). En fonction du ratio d'indium et de gallium, la largeur de bande interdite d'un tel composé peut varier entre de 0,7 à 3,4 eV, ce qui couvre le spectre visible. ce gap étant de plus direct, ce composé est idéal pour les applications opto-électroniques, cellules photovoltaïques ou diodes électroluminescentes (LED).